# Luxemburg la Jocurile Olimpice de iarnă din 2014
Luxemburg a participat la Jocurile Olimpice de iarnă din 2014 din Soci, Rusia în perioada 7 - 23 februarie 2014. Echipa luxemburgeză a constat dintr-un sportiv care a participat la competiția de schi fond.

## Competitori
| Sport     | Masculin | Feminin | Total |
| --------- | -------- | ------- | ----- |
| Schi fond | 1        | 0       | 1     |
| Total     | 1        | 0       | 1     |

## Schi fond
Conform listei de sportivi calificați publicată la 20 ianuarie 2014, Luxemburg a avut un sportiv calificat. Kari Peters a fost desemnat reprezentantul țării după ce a întrunit condițiile de participare de sub 100 de puncte FIS de către Comitetul Olimpic și Sportiv Luxemburghez. Peters este și primul sportiv din istoria țării lui care s-a calificat la JO de iarnă la disciplina de schi fond.
Peters trebuia să participe și la proba de 15 km clasic masculin, dar a abandonat din cauza unei răceli severe. Peters a confirmat că acest eveniment a pus capăt experienței lui olimpice. Fiind reprezentată de doar un sportiv, Luxemburg nu a câștigat nicio medalie.
Sprint
| Sportiv     | Probă           | Calificări | Calificări | Sferturi de finală | Sferturi de finală | Semifinale   | Semifinale   | Finală       | Finală       |
| Sportiv     | Probă           | Timp       | Loc        | Timp               | Loc                | Timp         | Loc          | Timp         | Loc          |
| ----------- | --------------- | ---------- | ---------- | ------------------ | ------------------ | ------------ | ------------ | ------------ | ------------ |
| Kari Peters | Sprint masculin | 4:21.12    | 79         | Nu a avansat       | Nu a avansat       | Nu a avansat | Nu a avansat | Nu a avansat | Nu a avansat |

## Sporturi non-calificante

### Schi alpin
Conform listei de sportivi calificați publicată la 20 ianuarie 2014, Luxemburg a avut un sportiv calificat. Totuși, nu au fost selectați sportivi pentru echipa olimpică.